# Diaceton-alkohol
A diaceton-alkohol színtelen, csaknem szagtalan folyadék (fp. 166 °C). A természetben is előfordul az Achnatherum robustum nevű növényben.
Fontos ipari oldószer, és köztes termék számos szerves szintézisben.

## Előállítás
NaOH-os vagy Ba(OH)2-os közegben két molekula aceton kondenzációjából keletkezik a diaceton-alkohol, mely dehidratációval mezitil-oxiddá (4-metil-3-propén-2-onná) alakul. Ebből hidrogénezéssel metil-izobutil-ketont állítanak elő, mely ugyancsak fontos ipari oldószer.

## Felhasználás
Elsősorban ecsetelhető cellulóz-észter lakkokban használják, mert kemény filmet alkot, gyönyörű fénye van, és szagtalan. Alkalmazzák még műselyem és műbőr előállításakor, festékhígítók, fapácok, fakonzerváló szerek és nyomdafesték paszták komponenseként, állati szövetek tartósítására, papír- és textilbevonó masszákban, fémtisztító készítményekben, fotófilmek gyártásához és hidraulikus fékekben, ahol azonos mennyiségű ricinusolajjal keverik.

## Fordítás
Ez a szócikk részben vagy egészben  a   Diacetone alcohol című angol Wikipédia-szócikk fordításán alapul.  Az eredeti cikk szerkesztőit annak laptörténete sorolja fel. Ez a jelzés csupán a megfogalmazás eredetét és a szerzői jogokat jelzi, nem szolgál a cikkben szereplő információk forrásmegjelöléseként.
Ez a szócikk részben vagy egészben  az   Achnatherum robustum című angol Wikipédia-szócikk fordításán alapul.  Az eredeti cikk szerkesztőit annak laptörténete sorolja fel. Ez a jelzés csupán a megfogalmazás eredetét és a szerzői jogokat jelzi, nem szolgál a cikkben szereplő információk forrásmegjelöléseként.